# Rasulabad
Rasulabad là một thị xã và là một nagar panchayat của quận Unnao thuộc bang Uttar Pradesh, Ấn Độ.

## Địa lý
Rasulabad có vị trí 26°41′B 79°47′Đ / 26,68°B 79,78°Đ Nó có độ cao trung bình là 131 mét (429 feet).

## Nhân khẩu
Theo điều tra dân số năm 2001 của Ấn Độ, Rasulabad có dân số 7235 người. Phái nam chiếm 53% tổng số dân và phái nữ chiếm 47%. Rasulabad có tỷ lệ 41% biết đọc biết viết, thấp hơn tỷ lệ trung bình toàn quốc là 59,5%: tỷ lệ cho phái nam là 49%, và tỷ lệ cho phái nữ là 31%. Tại Rasulabad, 19% dân số nhỏ hơn 6 tuổi.